# 堂二里镇
堂二里镇，是中华人民共和国河北省廊坊市霸州市下辖的一个乡镇级行政单位。

## 行政区划
堂二里镇下辖以下地区：
堂八街村、堂七街村、堂九街村、堂一街村、堂二街村、堂三街村、堂四街村、堂五街村、堂六街村、堂十一街村、堂十街村、堂十二街村、堂十三街村、堂十四街村、小湾村、格达村、黄家堡村、王圈村、东庄村、东张柳村、宗柳村、北崔村、小韩堡村、义合庄村、胡家岗村、大韩堡村、北董堡村、小王场村、商柳村、五家张村、四合堡村、三下场村、丰林村、王场村、尹华山村和四间房村。

## 交通
- 津保铁路胜芳站位于堂二里镇东张柳村。